# Capromys pilorides
Capromys pilorides é uma espécie de roedor da família Capromyidae. Endêmica de Cuba, incluindo a ilha da Juventude, Arquipélago de Sabana, Arquipélago de las Doces Lagunas, e muitas outras ilhas adjacentes.